# Argonychiurus perforatus
Argonychiurus perforatus is een springstaartensoort uit de familie van de Onychiuridae. De wetenschappelijke naam van de soort is voor het eerst geldig gepubliceerd in 1920 door Handschin als Onychiurus perforatus.